# YUI (가수)
YUI(ユイ 유이[*], 1987년 3월 26일~)는 일본의 여성 싱어송라이터이다. 본명은 공식적으로 밝히지 않고 활동하고 있다. 일본 후쿠오카현에서 태어났다.

## 내력

### ~ 2004년: 데뷔 이전
아버지는 일찍이 없었으며, 어머니와 단 둘이 살았다. YUI 본인은 아버지에 대해선 아무것도 기억나지 않는다고 말한다.
중학교 3학년이 되어서는 노트에 시를 쓰기 시작했다. 고등학교에 진학한 뒤에는 학비를 벌기 위해 아르바이트를 시작하였으나 일과 학업을 병행하느라 무리한 나머지 입원하게 된다. 퇴원한 뒤, 고등학교를 중퇴하였다. 거리 라이브를 하던 비안코네로(일본의 4인조 밴드)에게 음악학원에 대한 이야기를 듣고, 음악학원에 다니며 기타 연주와 작곡을 공부했다. 이불 위에 책상다리를 하고 앉아 기타를 연습하며 기억해뒀던 기타 코드를 바탕으로 최초의 자작곡 Why me를 만들었다. 후쿠오카시 길거리에서 책상다리를 하고 앉아 길거리 라이브를 시작하였고, 학원과의 인연으로 라이브 하우스에도 출연한다.
2004년 3월, 학원 관계자의 권유로 소니 뮤직 SD 오디션에 응모하였다. 약 2만 명에 달하는 응모자 가운데 경쟁을 거쳐 10명 중 한 사람으로 최종 심사를 받게 된다. 이 때도 길거리 라이브를 하던 것처럼 바닥에 앉아 기타를 치며 Why me, It's happy line을 노래하였다. 심사 기준은 두 개의 노래를 부르는 것이었지만, "제발 들어주었으면 한다"며 I know를 추가로 불렀다. 이 오디션에서 YUI는 최고 점수를 받았다. 이를 계기로 데뷔가 결정된다.
같은 해 여름에 데뷔할 것을 준비하던 중, feel my soul의 원곡을 만들었다. 도쿄와 후쿠오카를 왕복하는 생활이 이어져, 여름에 어느 드라마와 음악적 협력을 하기로 하고, 가을에 상경하였다. 2004년 12월 24일에 인디 데뷔 싱글 〈It's happy line〉을 규슈 지방 한정으로 1000장 발매했다. 이 싱글의 타이틀 곡은 후에 5번째 싱글인 〈Good-bye days〉에 커플링 곡으로 수록되었다.

### 2004년 ~ 2007년: 데뷔 후
2005년 2월 23일에 드라마《不機嫌なジーン 언짢은 진[*]》의 주제곡을 타이틀곡으로 하는 첫 메이저 싱글 〈feel my soul〉을 발매하였고, 이로써 메이저로 데뷔하였다. 11월 9일에는 8월에 열린 ROCK IN JAPAN FESTIVAL 2005에서 공개한 LIFE를 타이틀곡으로 한 3번째 싱글 《LIFE》를 발표하였다. 이 싱글의 타이틀곡인 LIFE는 애니메이션 《블리치》의 주제가이기도 하다. 2006년 1월 8일 자신이 도쿄에 상경하였을 때의 느낌을 적은 Tokyo를 타이틀곡으로한 4번째 싱글 〈Tokyo〉를 발표하였다.
2006년 2월에 발매한 첫 앨범 《FROM ME TO YOU》는 첫 주 판매량 약 6만 장을 기록하였지만, 이후 발매된 싱글들이 좋은 성적을 기록하면서 1년 넘게 오리콘 차트에 진입하여 20만장이 넘는 판매고를 기록하였다. 이 해 6월에는 영화 《태양의 노래(タイヨウのうた)》에 주연으로 출연해, 주제가인 Good-bye days를 공개하였다. 이 곡은 큰 인기를 끌었고, 이를 타이틀곡으로 한 싱글 〈Good-bye days〉는 YUI가 냈던 싱글 중 최초로 플래티넘 판매량 인정을 받기에 이른다. 그 외에 〈Rolling star〉, 〈CHE.R.RY〉 등의 싱글을 발매하여 큰 인기를 얻음으로써, 정상급 가수로 성장했다.
2007년 4월 발매된 두 번째 앨범 《CAN'T BUY MY LOVE》는 유이의 작품 중 처음으로 오리콘 주간 (앨범) 차트 1위를 차지했고, 이어서 9번째 싱글 〈My Generation / Understand〉와 10번째 싱글 〈Love & Truth〉또한 발매 첫 주에 오리콘 주간 싱글 차트 1위를 차지했다. 2008년 4월 9일에는 3집 《I Loved Yesterday》를 발매하였다.

### 2008년 ~ 2009년: My Short Stories와 활동 중단
2008년 8월 29일에 다음 활동을 위한 제작에 전념하기 위해서 휴식에 들어간다고 자신의 공식 일기에서 밝히고 일시적으로 활동을 중단하였다. 활동 중단 기간 중, 2008년 11월 12일에는 첫 번째 커플링 베스트 앨범인 《My Short Stories》를 발표했다.
같은 해에 YUI가 출연한 영화 《태양의 노래》가 대한민국에서도 개봉되었다. 영화 개봉에 맞추어서 이 영화의 주제가가 담긴 싱글 〈Good-bye days〉를 대한민국에 라이선스반으로 발매하였고, 이 시기까지 발매한 4장의 앨범과 싱글 〈My Generation / Understand〉이후로 발매된 싱글 모두 라이선스반으로 발매하였다. 그 이후로도 계속 대한민국에서 매 싱글, 매 앨범마다 라이선스반으로 발매하고 있다.

### 2009년 ~ 2010년: HOLIDAYS IN THE SUN
2009년 초에 활동 재개를 선언한 이후, 2009년 6월 3일에는 활동 재개 제 1호 싱글인 〈again〉이 발매되었으며, 〈again〉의 발매 첫 주 판매량은 10만 장을 넘었고, 오리콘 주간 싱글 차트 1위를 기록하였다. 그 후에는 싱글 〈It's all too much/Never say die〉, 〈GLORIA〉를 내놓아 우타다 히카루 이래 7년 만에 여성 싱어송라이터 사상 두 번째로 네 작품 연속 오리콘 주간 싱글 차트 1위를 기록하였다.
2010년 6월 2일에 발매된 16번째 싱글 〈to Mother〉또한 이어서 오리콘 주간 싱글 차트 1위를 기록, 5작 연속 오리콘 주간 싱글 차트 1위를 달성하였다. 2010년 7월 14일에 《HOLIDAYS IN THE SUN》이 발매되었고, 이 앨범도 정규 2집 앨범 《CAN'T BUY MY LOVE》부터 4작 연속으로 오리콘 주간 앨범 차트 1위를 달성하는 데 성공했다.
앨범 《HOLIDAYS IN THE SUN》이 나오기 전까지 YUI는 방송 출연을 거의 하지 않고 작곡에만 전념했다. 아사히 TV의 뮤직스테이션에는 2008년 4월 4일에 한 번 출연하여 Laugh away를 부른 이후로, 약 2년 후인 2010년 7월 16일에 출연하여 Please stay with me를 불렀다.
앨범 《HOLIDAYS IN THE SUN》이 나온 이후로, YUI는 2010년 9월부터 2010년 11월까지 4번째 라이브 투어 《HOTEL HOLIDAYS IN THE SUN》를 다녔다. 그 중 일본 무도관에서의 마지막 라이브 공연은 전체 내용이 DVD로 만들어져 발매되었다.

### 2010년 ~ 2012년: 첫 해외 공연, HOW CRAZY YOUR LOVE
2010년 11월 24일에 싱글 〈Rain〉가 발매되었다. 이 싱글의 타이틀곡인 Rain은 드라마 《퍼펙트 레포트》의 주제가로 타이업되었다. 이 싱글이 첫주 오리콘 위클리 차트 2위를 하면서, 연속 오리콘 위클리 차트 1위 기록은 5회 연속에서 그치고 말았다. 2011년 1월 26일에 싱글 〈It's My Life/Your Heaven〉, 6월 1일에 〈HELLO ~Paradise Kiss~〉가 발매되었다. 이 싱글들도 오리콘 위클리 차트 1위 탈환에 실패하였다.
2011년 6월 26일에 YUI는 홍콩의 아시아 월드아리나에서 첫 해외 라이브 공연인 《Hong Kong HOTEL HOLIDAYS IN THE SUN》을 하였다. 이날 많은 홍콩 팬들과 언론의 관심을 끌었다. 2011년 9월에는 중국 상하이에서 스트리트 라이브를 하였으며, 지우광 백화점 창립 7주년 이벤트에서 라이브 공연을 하였다. 또한 재중 일본 총영사관이 주최하는 《상하이 재팬 위크 2011》에서도 라이브 공연한 바가 있다.
2011년 10월 5일에 YUI의 20번째 메이저 싱글 〈Green a.live〉가, 11월 2일에는 YUI의 5번째 정규 앨범 《HOW CRAZY YOUR LOVE》가 발매되었다. 그 이후로 1년 간 앨범을 발매하지 않다가, 2012년 9월 12일에 싱글 〈fight〉, 10월 24일에 트리뷰트 앨범 《SHE LOVES YOU》, 12월 5일에 2개의 베스트 앨범 《GREEN GARDEN POP》, 《ORANGE GARDEN POP》을 발매하였다.

### 2012년 ~: FLOWER FLOWER 활동
2012년 11월에 YUI는 활동 중단을 발표하였다. 올해 홍백가합전을 마지막으로, 활동을 중지하였다. 활동 중단 기간 동안 2013년 4월, 아티스트 하타노 히로부미와의 열애설이 부각되었다.
2013년 1월, YUI는 FLOWER FLOWER라는 인디 밴드를 결성하고, 2013년 5월부터 FLOWER FLOWER에서 공식 활동을 시작하였다. 2013년 6월에는 《au PERFECT SYNC LIVE》에 출연하여 신곡을 공개적으로 발표하였다. 이윽고 2013년 7월 3일에는 첫 디지털 음반인 츠키를 발표하였다.
2014년 1월 28일, 보도에 따르면 YUI는 최근 공황 장애를 겪어 치료를 받고 있었으며, 이를 치료하는 약물과 술을 함께 복용하여 극비리에 병원에 입원하였다. 2014년 11월 26일에는 FLOWER FLOWER의 첫 앨범 《열매(実)》을, 2015년 2월 18일에는 미니 앨범 《색(色)》을 발매하였다.
2015년 4월 17일, FLOWER FLOWER 공식 홈페이지를 통해 일반인 남성과의 결혼 소식을 발표하였고, "새 생명을 가지게 되었다"고 임신소식도 알려왔다. 2015년 7월 29일, YUI의 뮤직 비디오 수십 여편을 수록한 비주얼 베스트 《FIND ME》가 발매된다.
쌍둥이 출산 이후로는 FLOWER FLOWER 활동을 거의 하지 않았으나, 2016년 9월에 FLOWER FLOWER의 새 싱글 《다카라모노》를 발매하며 아티스트 활동을 재개한다.

## 개인적 취향, 인간관계
YUI가 밝힌, YUI가 좋아하는 아티스트는 다이도, 미셸 브랜치, 야이다 히토미, U2, 에릭 클랩튼, 에이브릴 라빈, 엘라니스 모리셋, 쉐릴 크로, 스팅 등이다. 친한 연예인으로는 같은 소속사에서 활동하는 다케우치 유코, 스잔느(Pabo)가 있다.
취미는 영화감상과 독서, 배드민턴, 자전거 타기라고 하며, 패션이나 메이크업과 같이 여자아이다운 취미에 대해서는 잘 모른다고 말한다. 좋아하는 음식은 탕수육이고 싫어하는 음식은 연어알젓이다.
곡을 만들 때 제멋대로의 영어로 가사를 붙여 흥얼거리곤 하여, 스탭들은 이를 가리켜 "유이어(YUI語)"라는 이름을 붙였다. 영화 《태양의 노래》에서 벤치에 앉아 유이어로 Good-bye days를 노래하는 장면을 볼 수 있다. 오디션을 받을 때도, 아직 미완성이었던 I Know를 "유이어"로 노래했다.

## 사용하는 악기

#### 어쿠스틱 기타, 전기 기타
주로 사용하는 어쿠스틱 기타는 펜더의 ESA-10C NAT이었다. 세컨드 기타로는 펜더의 GDC-200SCE NAT 등을 사용했다. 하지만 펜더 어쿠스틱 기타는 마틴 77년산 D-28, 2007년산 HD-28V을 사용한 이후부터 잘 사용하지 않는다. 베이스는 스콰이어의 Bronco Bass Trino Red를 사용하고 있다. 그리고 전기 기타는 Classic Series '50 s Stratocaster、American Series American Telecaster Chrome Red, American Standard Telecaster Candy Cola 등을 사용한다.

#### 앰프
Fender의 Twin Amp 01을 주로 사용하고 있었으나,2007년 11월 현재는 Fender의 Super-Sonic 1-12 Combo Blonde와 Twin Amp 01라고 하는, 곡에 잘 맞는 앰프를 때에 따라 사용하고 있다.

#### 스트랩
Fender의 Monogrammed Strap White Brown Yellow를 주로 사용해 왔다.

#### 그 외
사용 기재는 대부분이 Fender의 것이며 튜너 등 이펙터류는 타사 제품도 있다. 볼륨 페달은 KORG를 사용한다.

## 음반

#### 정규 앨범
- 2006 : 《FROM ME TO YOU》
- 2007 : 《CAN'T BUY MY LOVE》
- 2008 : 《I LOVED YESTERDAY》
- 2010 : 《HOLIDAYS IN THE SUN》
- 2011 : 《HOW CRAZY YOUR LOVE》

#### 컴필레이션 앨범
- 2008 : 《MY SHORT STORIES》

## 음반 외의 작품

### 라이브 투어
1. YUI First Tour 2006 「7 street」 ~LIVE LIFE LOVE~（2006년 3월 21일～2006년 4월 18일, 전체 8개 공연장）
2. YUI 2nd Tour 2007 "Spring & Jump" ~CAN'T BUY MY LOVE~（2007년 4월 13일～2007년 6월 1일, 전체 12개 공연장）
3. YUI 3rd Tour "oui"~I LOVED YESTERDAY~（2008년 5월 5일～2008년 7월 19일, 전체 22개 공연장, 25회 공연）
4. YUI 4th Tour 2010 ~HOTEL HOLIDAYS IN THE SUN~ (2010년 9월 12일~2010년 11월 2일, 전체 11개 공연장, 14회 공연)
5. YUI 5th Tour 2011-2012 Cruising ~ HOW CRAZY YOUR LOVE

### 원맨 라이브
1. YUI Live 2007 at Nippon Budokan (2007년 11월 19일, 일본 무도관)
2. YUI Live 2011 〜Hong Kong HOTEL HOLIDAYS IN THE SUN〜 (2011년 6월 26일, 홍콩 아시아 월드아리나)

### 영화
- 《태양의 노래》 아마네 카오루 역 (주연) (2006년 6월 17일 개봉)

### 라디오
1. TOKYO FM SCHOOL OF LOCK! 내「YUI LOCKS!」매주 목요일 23:05~23:30 (정기 출연 : 2006년10월 23일~2008년 5월 29일)
2. 공식 사이트 내 「YUI RADIO」 부정기 출연. (싱글이나 앨범 발매시에는 영상첨부로 기간한정으로 배포하기도 한다.)
3. FM Fukuoka 「YUI의 Girl's Fight!」 매주 금요일 21:00~21:30 (2004년 10월 1일~2005년 9월 30일)
4. TOKYO FM SCHOOL OF LOCK! 내「YUI LOCKS!」매주 월요일 23:05~23:25 (정기 출연 : 2010년6월 21일~)

### CF
1. au KDDI「LISMO」“au×YUI”캠페인CM『공연편』（2007년2월～）

### 비주얼 베스트
1. FIND ME ( 2015년 7월 29일 발매 )

## 타이업
1. feel my soul - 후지 TV 드라마 《불가사의한 유전자》주제가 (2005년)
2. Tomorrow's way - 쇼치쿠계영화 《HINOKIO》주제가 (2005년)
3. LIFE - TV 도쿄 애니메이션 《블리치》 5th엔딩 테마곡 (2005년)
4. Good-bye days - 영화 《태양의 노래》주제가 (2006년)
5. Skyline - 영화 《태양의 노래》삽입곡 (2006년)
6. It's happy line - 영화 《태양의 노래》삽입곡 (2006년)
7. Rolling star - TV 도쿄 애니메이션 《블리치》5th오프닝 테마곡 (2006년)
8. CHE.R.RY - au KDDI「LISMO」：《“au×YUI”캠페인CM 〈공연편〉》 CM송 (2007년 2월 ~ 4월)
9. My Generation - TV 아사히 드라마 《학생제군!》주제가 (2007년)
10. LOVE&TRUTH - 도호계영화 《클로즈드 노트》주제가 (2007년)
11. Namidairo - TV 아사히 드라마 《4자매 탐정단》주제가 (2008년)
12. Laugh away - 구리코：《워터링 키스민트 껌 CM》 CM송 (2008년2월19일～종료일미정)
13. OH YEAH - 후지 TV 《메자뉴~》테마송 (2008년 3월 31일 ~)
14. Again - TBS·MBS 《강철의 연금술사 BROTHERHOOD》 오프닝 테마곡 (2009년 4월 5일~ 7월)
15. It's all too much - 영화 《카이지》주제가 (2009년)
16. Never say die - 영화 《카이지》삽입곡 (2009년)
17. GLORIA - 베네세의 진연세미나 고교강좌 CM송 (2010년)
18. to Mother - 레쿄쵸쿠 TV CM송 (2010년)
19. Please Stay With Me - 후지 TV 드라마 《여름의 사랑은 무지개색으로 빛난다》 주제가 (2010년)
20. Rain - 후지 TV 드라마 《퍼펙트 리포트》 주제가 (2010년)
21. Your Heaven - 소니 워크맨 《Play You. 네가 모르는 소리 project》 CM송 (2010년)
22. It's My Life - 2011 U-CAN CM 캠페인 송 (2011년)
23. HELLO ~Paradise Kiss~ - 영화 《파라다이스 키스》 주제가 (2011년)
24. YOU - 영화 《파라다이스 키스》 엔딩곡 (2011년)
25. Green a.live - Mobage CM송 (2011년)
26. Lock On - TBS 드라마 《괴도 로얄》 주제가 (2011년)

## 같이 보기
- YUI의 음반 목록